# Soldanat d'Egipte
El Soldanat d'Egipte (àrab: السلطنة المصرية : ) és el nom del protectorat de curta durada que el Regne Unit va imposar sobre Egipte entre 1914 i 1922.

## Història
L'oposició a la intervenció europea en els assumptes d'Egipte va donar lloc a l'aparició d'un moviment nacionalista que es va unir i es va estendre després de la intervenció militar britànica i l'ocupació de 1882. Les accions britàniques durant la Primera Guerra Mundial van causar dificultats generalitzades i ressentiment entre el poble egipci. Aquestes serien les causes immediates d'allò que els egipcis coneixen com la Revolució de 1919. En concret, inclouen la compra de Gran Bretanya de cotó i la requisa de farratge a preus per sota del mercat, reclutament forçós de prop de 500.000 pagesos en el cos egipci del Treball i el cos de transport egipci, i el seu ús del país com a base per a una guarnició de britànics, australians i altres tropes. Després de la guerra, Egipte va sentir els efectes adversos de l'augment dels preus i la desocupació. El malestar generalitzat es va estendre, doncs, entre la societat egípcia.
Quan la guerra va acabar, els nacionalistes van començar a pressionar als britànics de nou per la independència. A més de les seves altres raons, els egipcis van ser influenciats pel president estatunidenc Woodrow Wilson, que estava defensant l'autodeterminació per a totes les nacions. Al setembre de 1918, Egipte va fer els primers passos cap a la formació d'un Wafd, o delegació, per a expressar les seves demandes d'independència en la Conferència de Pau de París. La idea d'un Wafd s'havia originat entre els membres prominents del Partit Umma, Lutfi as- Sayyid, Saad Zaghloul, Muhammad Mahmud Pasha, Ali Sharawi i Abd a l'Aziz Fahmi.
El 13 de novembre de 1918, dia en què es celebra a Egipte el Yawm al Jihad (dia de la lluita), a dirigents polítics com Zaghlul, Fahmi i Sharawi se'ls va concedir una audiència amb el general Sir Reginald Wingate ('Wingate Pasha'), l'Alt Comissionat Britànic. Aquests van exigir la independència absoluta, tot i que acceptaven la condició que Gran Bretanya pogués supervisar el canal de Suez i el deute públic. També van demanar permís per anar a Londres per tal d'exposar el seu cas davant el Govern britànic. El mateix dia, els egipcis van formar una delegació per a aquesta fi, Al Wafd al Misri (conegut com el Wafd ), encapçalada per Saad Zaghloul. Els britànics, finalment, es van negar a permetre que el Wafd entrés a Londres.
El 8 de març, Zaghlul i altres tres membres del Wafd van ser detinguts i tancats en una presó de Qasr Res. L'endemà, van ser deportats a Malta, una acció que va provocar l'aixecament popular de març/abril de 1919 en la qual els egipcis de totes les classes socials hi van participar. Va haver-hi violents enfrontaments al Caire i les ciutats provincials del Baix Egipte, especialment Tanta, i l'aixecament es va propagar cap al sud, que va culminar en violents enfrontaments a la província d'Asiut, a l'Alt Egipte.
La deportació de la Wafd també va provocar manifestacions estudiantils i es va estendre vagues massives per part d'estudiants, funcionaris governamentals, professionals, dones i treballadors del transport. Dins d'una setmana, tot Egipte estava paralitzat per les vagues generals i disturbis. El ferrocarril i les línies de telègraf van ser tallades, els taxistes es van negar a treballar, els advocats no es van presentar per als casos judicials, i els manifestants van marxar pels carrers cridant consignes en favor de la Wafd i exigint la independència. La resposta del govern britànic fou violenta, fins i tot arribant a la mort de manifestants egipcis en l'intent anglès de dissipar les protestes.
El 16 de març, entre 150 i 300 dones egípcies de la classe alta van organitzar una manifestació contra l'ocupació britànica, un esdeveniment que va marcar l'entrada de les dones egípcies en la vida pública. Les manifestants van ser dirigides per Safia Zaghloul, activista egípica casada amb el líder de la Wafd Saad Zaghloul; Huda Sha'arawi, activista i casada amb un dels membres originals del Wafd, organitzadora de la Unió Feminista Egípcia; i Muna Fahmi Wissa, activista feminista copta. Les dones de les classes baixes es van manifestar als carrers al costat dels homes. Les protestes es van traslladar al camp, on les dones van participar en activitats com tallar les línies de ferrocarril.
Les dones de classe alta que participaven en la política per primera vegada assumeixen un paper clau en el moviment quan els líders masculins van ser exiliats o detinguts. Van organitzar vagues, manifestacions i boicots als productes britànics i van escriure peticions, que circulaven a ambaixades estrangeres que protestaven per les accions britàniques a Egipte.
La marxa de dones del 16 de març va ser precedida per la major manifestació de la Revolució de 1919. Més de 10.000 professors, estudiants, treballadors, advocats i empleats del govern van començar a marxar en Al Azhar i li van obrir pas al Palau Abdin, on se'ls van unir milers més, que van ignorar els bloquejos britànics i les prohibicions. Aviat, manifestacions similars van esclatar a Alexandria, Tanta, Damanhur, Al Mansura i Al-Fayum. La resposta britànica fou, una vegada més, molt cruenta. En l'estiu de 1919, més de 800 egipcis havien estat assassinats, així com 31 europeus i 29 soldats britànics.
El General Wingate, l'Alt Comissionat Britànic, va entendre el poder de les forces nacionalistes i l'amenaça que la Wafd representava a la dominació britànica i va tractar de persuadir al govern britànic perquè el Wafd viatgés a París. No obstant això, el Govern britànic es va mantenir hostil a Zaghlul i els nacionalistes, rebutjant les demandes egípcies per la independència. El General Wingate va ser cridat a Londres per a mantenir converses sobre la situació d'Egipte, mentre que Sir Milne Cheetham va ser nomenat Alt Comissionat interí al gener de 1919.

## Revolució egípcia de 1919
Quan la Revolució de 1919 va començar, Cheetham aviat es va adonar que era incapaç de detenir les manifestacions i va admetre que les coses estaven completament fora del seu control. No obstant això, el govern de Londres li va ordenar no cedir al Wafd i restaurar l'ordre, una tasca que no va poder dur a terme.
Londres va decidir substituir a Wingate per una figura militar forta, el Mariscal de Camp Sir Edmund Allenby (més tard primer vescomte Allenby), un dels més grans herois britànics de la Primera Guerra Mundial. Allenby va ser nomenat alt comissionat especial i va arribar a Egipte el 25 de març. L'endemà, es va reunir amb un grup de nacionalistes egipcis i ulemas. Després de convèncer al Mariscal de Camp Allenby per a alliberar els líders de la Wafd i permetre'ls viatjar a París, el grup egipci va acceptar signar una declaració instant a les persones a deixar de manifestar-se. Allenby, que estava convençut que aquesta era l'única manera de detenir la revolta, llavors va haver de persuadir al govern britànic a estar-hi d'acord. El 7 d'abril, Zaghloul i els seus col·legues van ser alliberats i es van dirigir a París.
Al maig de 1919, Lord Milner va ser nomenat per a encapçalar una missió i investigar com es podria concedir a Egipte les "institucions d'autogovern", mantenint el protectorat i la salvaguarda dels interessos britànics. La missió va arribar a Egipte al desembre de 1919 però va ser boicotejada pels nacionalistes, que es van oposar a la continuació del protectorat. L'arribada de la Missió Milner va ser seguida per vagues en les quals van participar estudiants, advocats, professionals i treballadors. Els comerciants van tancar les seves botigues, i els organitzadors van distribuir pamflets instant als egipcis a no cooperar amb la missió.
Milner es va adonar que un pacte amb Zahgloul era necessari, i en l'estiu de 1920 les converses privades entre els dos homes es van celebrar a Londres. Com a resultat de l'anomenat Acord de Milner-Zaghloul, el Govern britànic va anunciar al febrer de 1921 que s'acceptaria l'abolició del protectorat com a base per a la negociació d'un tractat amb Egipte.
El 4 d'abril de 1921, el retorn de Zaghloul a Egipte es va trobar amb una benvinguda sense precedents, la qual cosa demostrava que la gran majoria dels egipcis l'havien secundat. Allenby, no obstant això, estava decidit a trencar el poder polític de Zaghloul i construir un grup pro-britànic al que Gran Bretanya podria comprometre amb seguretat la independència egípcia. El 23 de desembre, Zaghloul va ser deportat a les Seychelles a través d'Aden. La seva deportació va ser seguida per manifestacions, enfrontaments violents amb la policia, i les vagues d'estudiants i empleats del govern que van afectar el Caire, Alexandria, Port Said, Suez, i les ciutats de província com Tanta, Zifta, Az Zaqaziq i Jirja.

## Independència d'Egipte (1922)
El 28 de febrer de 1922, Gran Bretanya va declarar unilateralment la independència d'Egipte sense cap negociació. Quatre temes van ser "absolutament reservats a la discreció" del Govern britànic fins que els acords relatius a ells es poguessin negociar: la seguretat de les comunicacions de l'Imperi britànic a Egipte; la defensa d'Egipte contra tots els agressors estrangers o interferències, siguin directes o indirectes; la protecció dels interessos estrangers a Egipte i la protecció de les minories; i Sudan.
El soldà Ahmed Fuad es va convertir en el rei Fuad I, i el seu fill, Faruk, va ser nomenat com el seu hereu. El Mariscal de camp Allenby es va mantenir, fins a 1925, com a alt comissionat britànic. El 19 d'abril, es va aprovar una nova constitució. També aquest mes, una llei electoral va ser emesa, la qual cosa va marcar el començament d'una nova fase en les eleccions de desenvolupament parlamentari polític d'Egipte.

## Personatges destacats
Algunes de les personalitats més destacades que van nàixer durant el Soldanat d'Egipte són:
- Eric Hobsbawm (Alexandria, 1917 - Londres, 2012)
- Gamal Abdel Nasser (Alexandria, 1918 - El Caire, 1970)
- Anwar el-Sadat (Mit Abu al-Kum, 1918 - El Caire, 1981)